# Martti Lappalainen
Martti Lappalainen, född 11 april 1902 i Libelits, död 6 oktober 1941, var en finländsk längdåkare som tävlade under 1920-talet och 1930-talet.
Martti Lappalainens skidkarriär började 1924 med en guldmedalj på 15 km i den finska arméns mästerskap. Lappalainen deltog vid VM 1926 i Lahtis där han slutade på sjätte plats på 18 kilometer. Vid VM 1930 i Oslo blev han fyra på 50 kilometer och sexa på 18 kilometer. Lappalainen deltog även i OS 1932 där han blev fyra på 18 kilometer. Bättre gick det på VM 1934 då han dels blev guldmedaljör i stafett och tog brons på 18 kilometer.
Lappalainen skulle även ha varit en av deltagarna i det finska laget militärpatrull i OS 1924 men i sista minuten blev han utbytt. Det finska laget tog silver i grenen militär patrull.
Sergeant Lappalainen som tillhörde 2:a artilleriregimentet dödades i strid i Mäntysova, östra Karelen under andra världskriget.